# ویلیام ریگال
ویلیام ریگال (انگلیسی: William Regal؛ زادهٔ ۱۰ مهٔ ۱۹۶۸) کشتی‌گیر کشتی حرفه‌ای اهل کشور بریتانیا است. او پیش‌تر در مسابقات کشتی‌کج WWE به رقابت می‌پرداخت.